# 奧古斯丁假說
奧古斯丁假說（英語：Augustinian hypothesis），又稱為奧古斯丁提綱（Augustinian Proposal），對於基督教《新約》起源的一個假說，用來解決對觀福音書問題。這個假說認為，在四福音書中，由使徒馬太撰寫的馬太福音是最早寫成的，接著出現的是使徒馬可寫作的馬可福音。而路加福音則參考了這兩本福音書。這個觀點可以追溯到拉丁教父聖奧古斯丁，並因此得名。這個假說主要的依據是來自早期基督教教父的著作，來作為歷史證據，而不是文本批评。

## 概論
早期基督教教父，如爱任纽與俄利根，都曾經討論過《新約》作者與寫作順序。這些教父都主張《馬太福音》是福音書中最早出現的，在西元5世紀時，聖奧古斯丁曾經總結了這些說法，成為基督教傳統中的觀念，後世聖經研究學者將這個說法稱為聖奧古斯丁假說。

奧古斯丁曾在《福音書的和諧》（The Harmony of the Gospels）中，總結提出這樣的說法：

現在，這四部福音書作者的名字在全世界廣為流傳，其人數被固定為四位，……據信是按以下順序寫的：首先是馬太福音，然後是馬可福音，第三是路加福音，最後是約翰福音。……當然，在這四本福音書中，只有馬太福音被認為是用希伯來文寫成的；其他的都是用希臘文寫作。無論如何，他們似乎都保留了各自特有的某種敘述順序，但這當然不能被視為每個福音書作家在進行寫作時，都選擇是在不了解在他之前的人所做的事情的情況下進行……。
奧古斯丁認為《馬可福音》是由《馬太福音》衍生出來的，是《馬太福音》的摘要。以拉丁文來說，是。這個看法在之後成為基督教會的主流見解，稱為馬太居先說。